# Inti Raymi
Inti Raymi, la fête du soleil (en langue Quechua : Inti–Soleil et Raymi–fête ou cérémonie), est à l’origine, une cérémonie religieuse Inca en l’honneur du solstice d'hiver dans les pays andins de l’hémisphère Sud. Le centre de la cérémonie est la forteresse de Sacsayhuamán (à deux km de la ville de Cuzco), le 24 juin de chaque année.
Il existait en réalité deux fêtes du soleil, le wawa inti raymi  (fête du Soleil enfant) au solstice d'hiver, et le capaq inti raymi (fête du grand Soleil) au solstice d'été. La célébration la plus importante est celle du soleil naissant, on y célèbre la renaissance du Soleil pour un nouveau cycle, le début de l'année Inca.

## Historique
À l'époque des Incas, l'Inti Raymi était la plus importante des quatre fêtes qui se tenaient à Qosqo, capitale de l’empire. Elle indiquait le début de l'année ainsi que l'origine mythique de l'Inca et durait 9 jours durant lesquels avaient lieu danses et sacrifices. Le dernier Inti Raymi en la présence de l'empereur Inca s’est tenu en 1535. Il a été par la suite interdit en 1572 par le vice-roi Francisco de Toledo étant considéré comme une cérémonie païenne contraire à la foi catholique, mais a cependant continué à être célébré clandestinement. 
En 1944, une reconstitution historique de l'Inti Raymi est organisée à l'initiative de Faustino Espinoza, sur la base des chroniques de Garcilaso de la Vega, lesquelles se référent aux seuls aspects religieux de la cérémonie. Depuis cette date, la cérémonie annuelle est à nouveau un événement public et de grand attrait touristique dans la ville de Cuzco. La fête est également célébrée dans toutes les communautés Quechuas et Aymara, des pays andins et plus récemment par les communautés latino-américaines installées en Amérique du Nord et en Europe, pour qui elle représente une occasion de rassemblement et d'affirmation culturelle.
À l'époque des Incas, la cérémonie se tenait sur la place Huacaypata, aujourd'hui place d'armes de Cuzco, avec la présence de la totalité de la population de la ville, que l’on peut estimer à quelque cent mille personnes. Naturellement, avec l'arrivée des Espagnols, elle a été supprimée.
Le 24 juin, solstice d'hiver (dans l'hémisphère austral), la distance entre la terre et le soleil est la plus importante. À l’époque des Incas, cette date revêtait une importance fondamentale, étant le point de départ de la nouvelle année, associée aux origines mythiques du peuple Inca lui-même. Garcilaso de la Vega rapporte qu’il s’agissait de la principale festivité de l’empire et qu’y participaient tous les caciques, nobles vassaux, de tout l'empire avec les meilleurs costumes et inventions. La préparation en était stricte, puisque durant trois jours, ils ne mangeaient qu'un peu de maïs blanc, cru, et un peu d'herbes qu'ils appellent chúcam et de l’eau simple. De tout ce temps ils n'allumaient pas de feu dans toute la ville et s'abstenaient de dormir avec leurs femmes. Pour la cérémonie elle-même, les vierges du Soleil préparaient des galettes de maïs.
Le jour venu, le souverain et ses parents, pieds nus, attendaient sur la place l’apparition du Soleil en position accroupie, les bras ouverts et en envoyant des baisers à l'air, ils recevaient l'astre roi. Alors l’Inca offrait la chicha dans deux gobelets en or, dans celui de gauche buvaient ses parents, celui de droite était retourné et son contenu versé dans une timbale d'or.
Ensuite tous se rendaient au Temple du Soleil à Coricancha pour l’y adorer. Les caciques déposaient les offrandes apportées de leurs terres et ensuite le cortège retournait à la place, où l'on effectuait un sacrifice massif de bétail devant le feu nouveau allumé grâce au bracelet d’or du prêtre suprême utilisé comme miroir. La viande des animaux sacrifiés était ensuite distribuée entre toutes les personnes présentes, ainsi qu'une grande quantité de chicha, avec laquelle les fêtes continuaient durant les jours suivants.

## Le nouvel Inti Raymi
Aujourd'hui, Inti Raymi revêt bien entendu un caractère différent. Le spectacle s’adresse tant aux touristes qu’aux habitants de Cuzco, pour lesquels il représente un point de référence de leur conscience locale et appartenance culturelle. Pour ces raisons il attire enthousiasme et participation massive. La représentation, dans laquelle interviennent des milliers de personnes, commence face au Coricancha, où l'Inca effectue une invocation au Soleil. Les spectateurs, entre-temps, attendent sur l'esplanade de Sacsayhuamán, vers laquelle le cortège se déplace immédiatement. L'Inca est ensuite porté sur sa litière par des groupes qui représentent les habitants des quatre nations. On procède ensuite au sacrifice d'un alpaga et l'Inca invoque son père le Soleil. Les participants prennent leur rôle très au sérieux et le spectacle est une débauche de couleur, de musique et de danses. Avec plus de soixante années d'existence, le nouvel Inti Raymi fait maintenant partie intégrante de la vie de Cuzco. Non seulement c'est l'événement central de la ville, mais sa renommée a dépassé les frontières péruviennes, et a été un exemple pour d'autres festivals d'identité nationale comme le Sóndor Raymi qui se met en place dans la ville de Andahuaylas.